# 2018년 북한 정권수립 70주년 기념 열병식
2018년 북한 정권수립 70주년 기념 열병식은 2018년 9.9절에 평양에서 열린 군사 퍼레이드이다.

## 역사
북한은 선군정치를 하는 나라며, 매년 여러차례 열병식에서 최신 무기를 자랑한다. 한국 등 서방에서는 이 열병식을 보고 북한이 무슨 최신 무기를 개발했는지 인지한다.
이번 열병식에서는 김정은 연설과 ICBM, SLBM이 사라졌다. 앞으로 북한이 비핵화로 나아갈 경우, 대형 탄도 미사일이 아니라 어떤 무기를 개발하고 배치할 것인가를 알려준다. 오전 10시부터 2시간 정도 행사를 했다.

## 등장한 무기 순서
- 152㎜ 자주포 장갑차 - 중국 PLZ-45와 유사한 외형, 2월 8일 조선인민군 건군 70주년 기념 열병식 때에는 없었다. 북한판 K-9 자주포, 사거리 50 km, 김정은 정권이 개발한 대표적인 '주체무기'
- 8연발 대전차 로켓 장갑차 - 중국 HJ-10와 유사한 외형, 주체무기
- KN-09 300㎜ 방사포 - 사거리 200 km, 주체무기
- KN-06 지대공미사일(번개 5호) - 주체무기
- 122㎜ 방사포 - 주체무기
- 신형 대함 미사일 - 금성 3호